# Schadow-Denkmal Düsseldorf

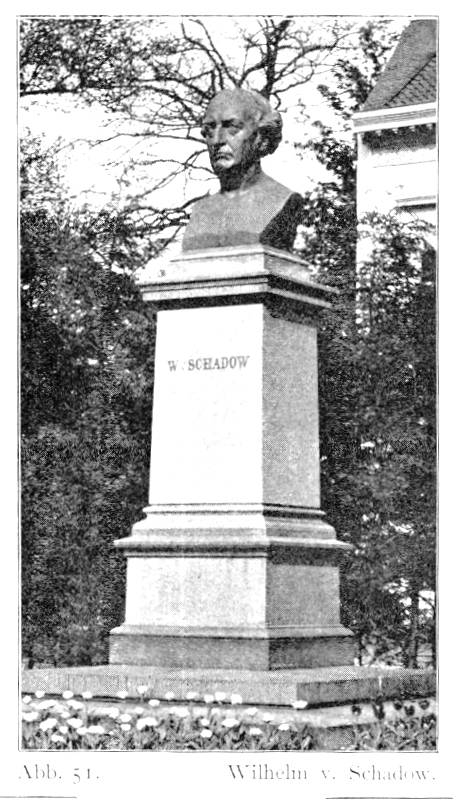
Schadow-Denkmal in Düsseldorf, geschaffen von August Wittig und Ernst Giese im Jahre 1869

Das Schadow-Denkmal ist ein klassizistisches Denkmal, das zu Ehren des Malers Friedrich Wilhelm von Schadow (1788–1862) auf dem nach ihm benannten Schadowplatz in Düsseldorf-Stadtmitte errichtet wurde. Es besteht aus einer Büste, die den Geehrten in hohem Alter zeigt. Die Büste steht auf einem quadratischen Sockel, der die Inschrift W. von Schadow trägt. August Wittig und Ernst Giese schufen das Denkmal im Jahre 1869, am 22. Juni 1869 wurde es enthüllt.
Friedrich Wilhelm von Schadow war ein Direktor der Königlich-Preußischen Kunstakademie von Düsseldorf. Unter seiner Ägide wurde der internationale Ruf der Düsseldorfer Malerschule begründet.
Das Objekt unterliegt dem Denkmalschutz.

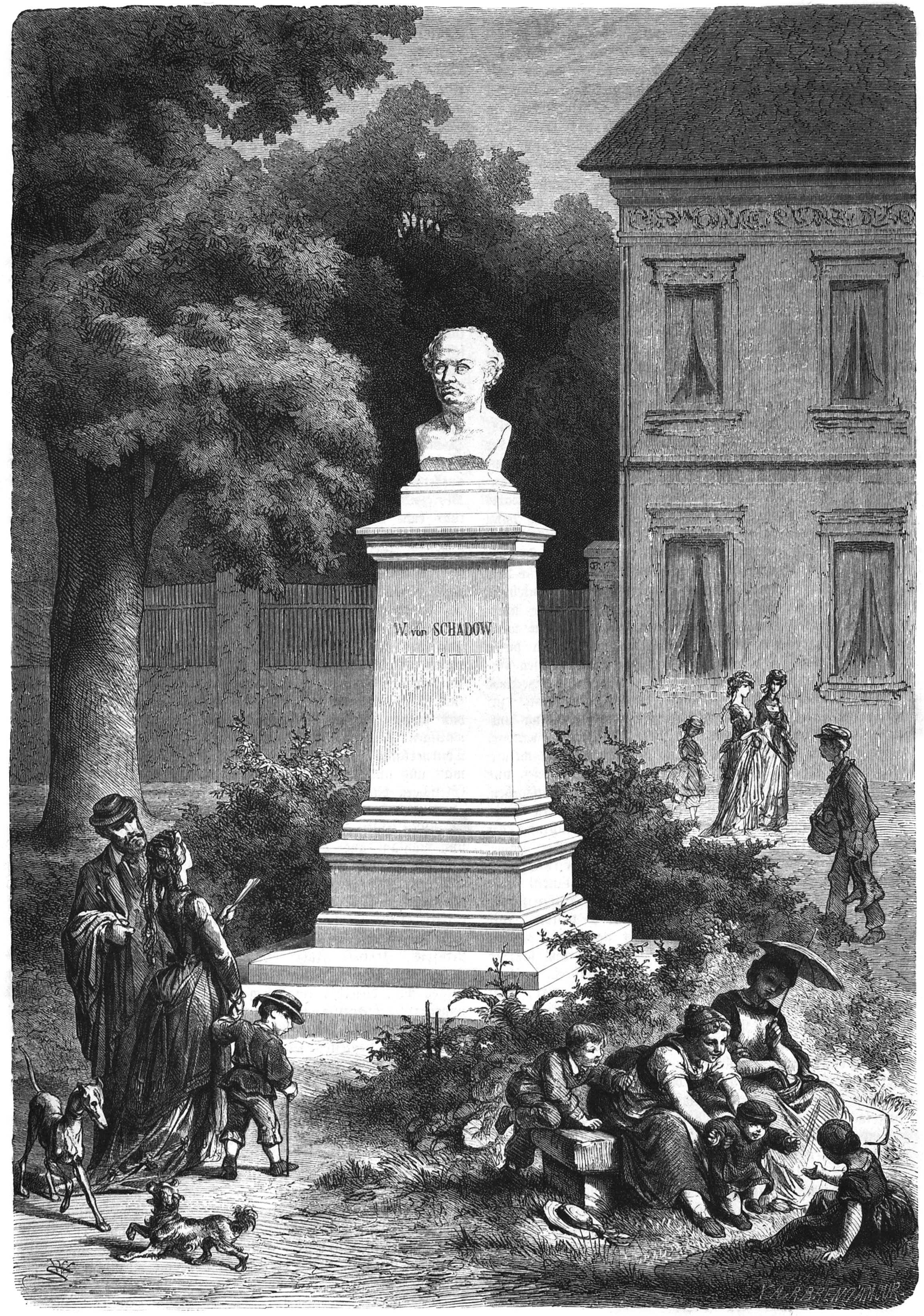
Schadow-Denkmal, Illustration von Wilhelm Simmler in der Zeitschrift Die Gartenlaube, 1869
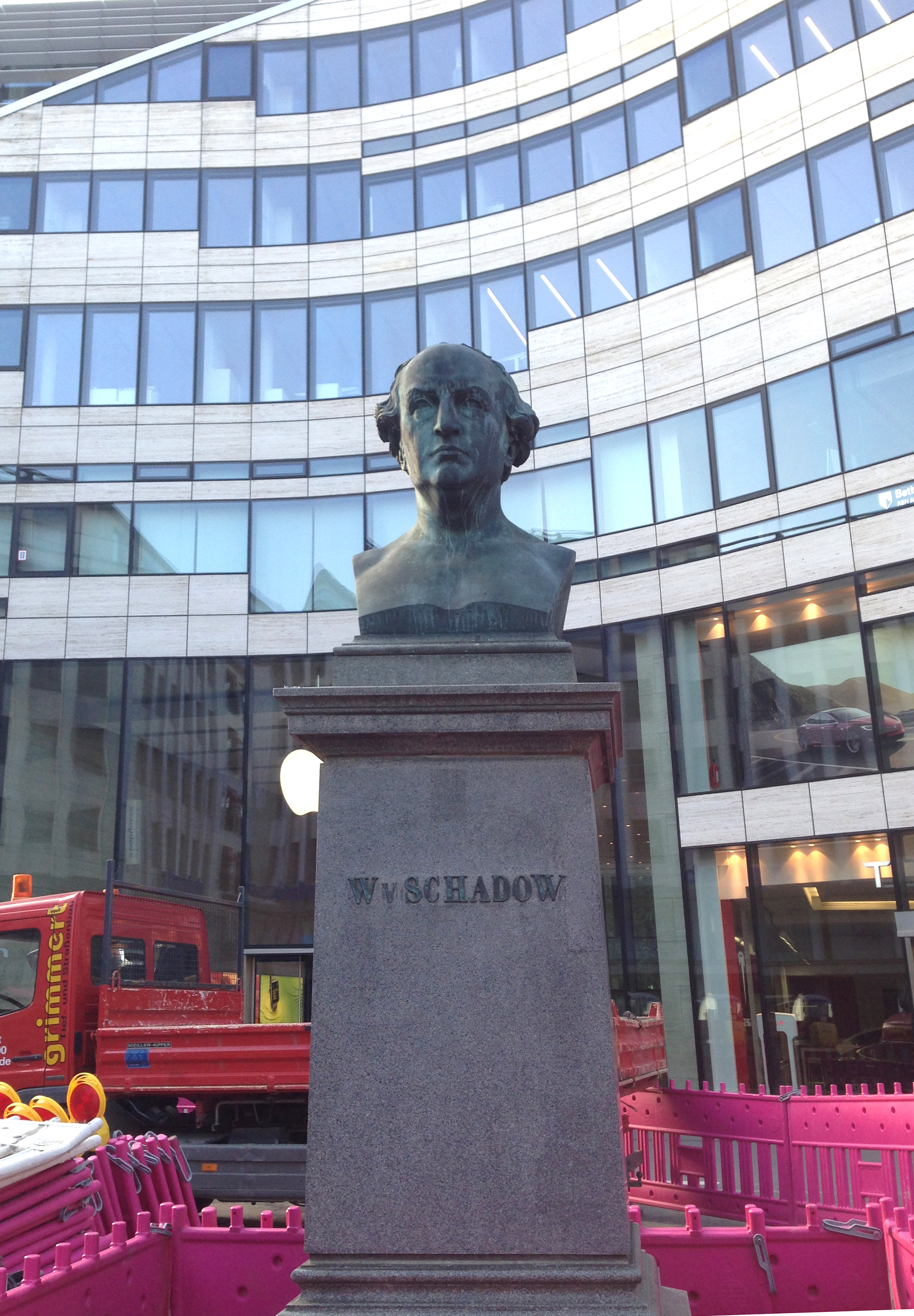
Schadow-Denkmal, 2017